# Abóboda
Abóboda é uma povoação localizada no nordeste da freguesia de São Domingos de Rana, Município de Cascais. O seu topónimo (cognato de Aboadela e Bobadela) deriva da fonte coberta ou arcada outrora existente nesta área. Limita a norte com Trajouce, a nordeste com a Conceição da Abóboda, a leste com Polima, a sudeste com o Outeiro de Polima, a sul com o Cabeço de Mouro e finalmente a oeste, e separada pela ribeira de Sassoeiros, com Matos Cheirinhos.
A Abóboda insere-se numa zona com forte presença industrial, contando com três zonas industriais dentro dos seus limites (especialmente a norte e a sudeste, as zonas industriais de Trajouce, Abóboda e Matos Cheirinhos).
Inclui como principal ponto de interesse o seu núcleo urbano histórico, e dentro deste, alguns elementos arquitetónicos singulares: o seu chafariz e lavadouro. Em termos de equipamentos, alberga o Complexo Desportivo Municipal, uma creche da Santa Casa da Misericórdia de Cascais e a Escola Básica Padre Andrade. Possui três parques infantis e um espaço verde designado por Bosque Urbano da Conceição da Abóboda.
Encontram-se sediadas na localidade várias associações e clubes desportivos: a Associação Grupo Desportivo e Recreativo do Bairro da Tojeira, o Grupo de Instrução Musical e Desportivo da Abóboda e o Núcleo de Atletismo da Zona da Abóboda.
Na área da mobilidade, é servida pela carreira BusCas SDR Norte da MobiCascais, e pelas carreiras 423, 461, 463, 467, 468, 489 e nos limites da povoação, 470 da Scotturb. 